# Ред (филм из 2010)
Ред (енгл. Red) је амерички филм из 2010. године, немачког режисера Роберта Швенткеа са Брусом Вилисом, Мери-Луиз Паркер, Морганом Фриманом, Џоном Малковичем, Хелен Мирен и Карлом Ербаном у главни улогама.

## Улоге
| Глумац           | Улога                        |
| ---------------- | ---------------------------- |
| Брус Вилис       | Френк Мозис                  |
| Мери-Луиз Паркер | Сара Рос                     |
| Морган Фриман    | Џо Матесон                   |
| Хелен Мирен      | Викторија                    |
| Џон Малкович     | Марвин Богс                  |
| Карл Ербан       | Вилијам Купер                |
| Џулијан Макман   | потпредседник Роберт Стентон |
| Ернест Боргнајн  | Хенри                        |
| Ричард Драјфус   | Александер Данинг            |
| Брајан Кокс      | Иван Симонов                 |
| Џејмс Ремар      | Габријел Сингер              |
| Ребека Пиџон     | Синтија Вилкс                |